# Eitel Friedrich II. (Hohenzollern)

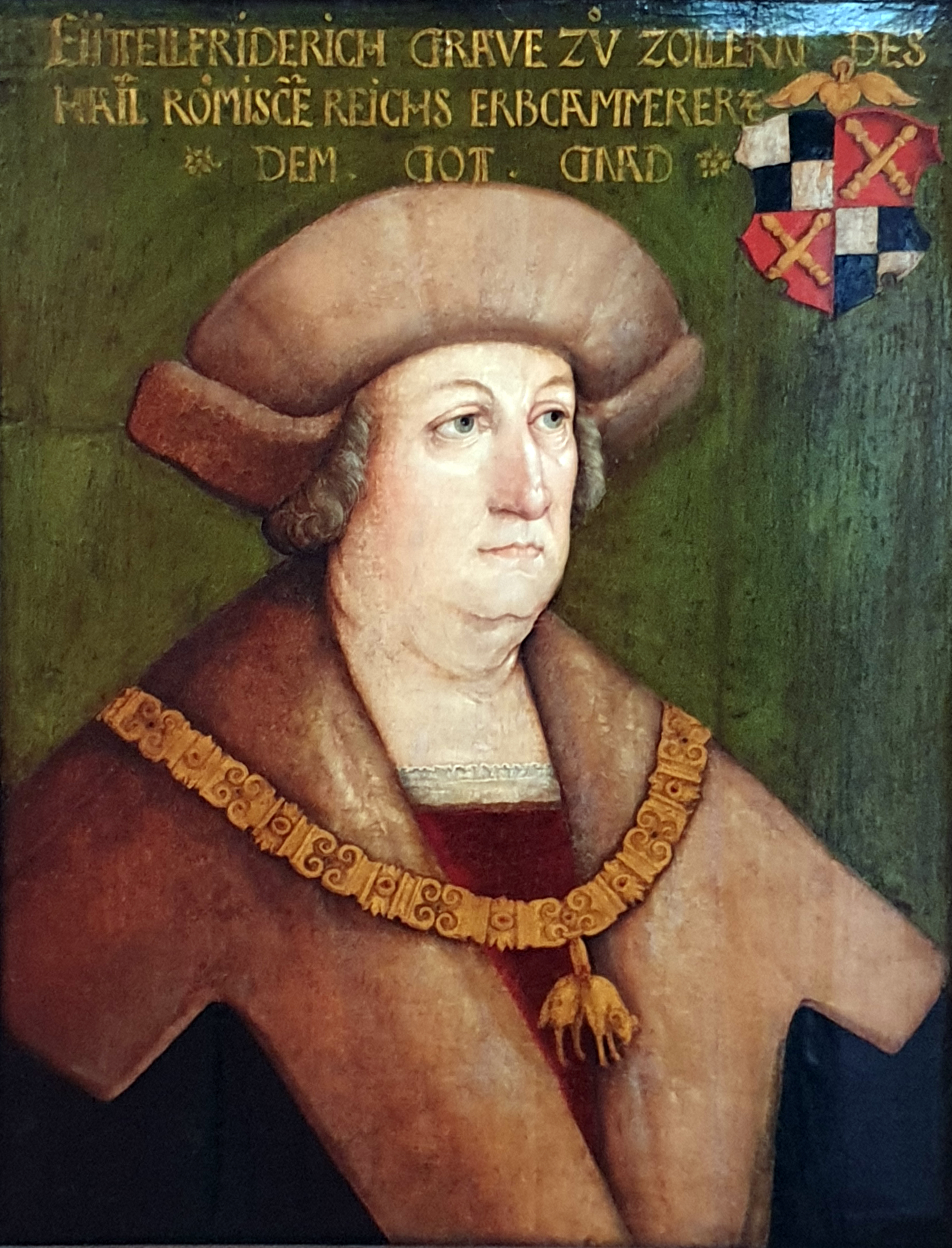
Eitel Friedrich II. von Hohenzollern

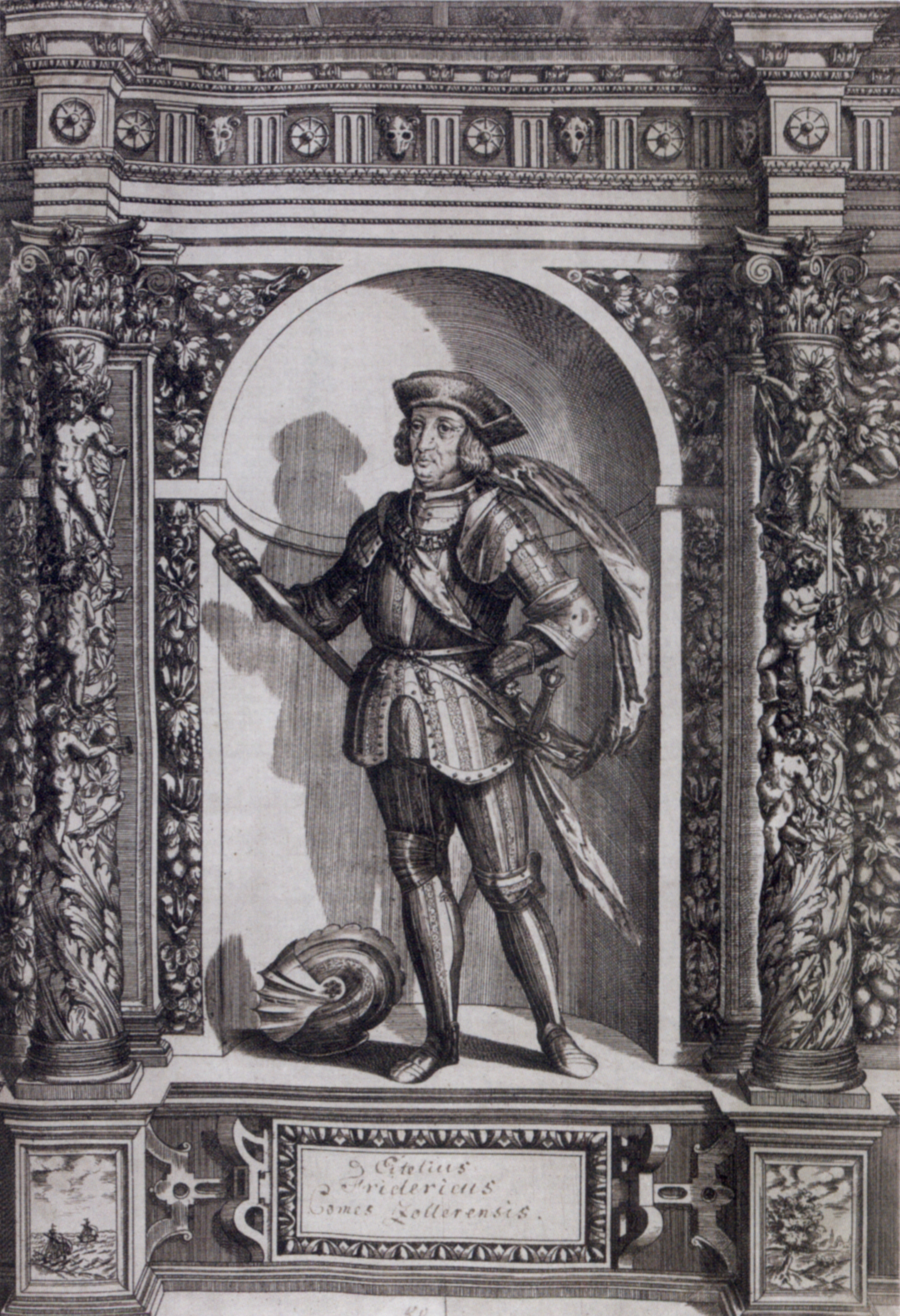
Eitel Friedrich II. Graf von Zollern

Eitel Friedrich II. von Hohenzollern (* 1452; † 18. Juni 1512 in Trier) war Graf in der Grafschaft Hohenzollern und gehörte der schwäbischen Linie der Hohenzollern an. Er war unter der Bezeichnung Kammerrichter der erste Präsident des Reichskammergerichts. Als enger Freund des Königs und späteren Kaisers Maximilian I. von Habsburg gewann er großen Einfluss in der Reichspolitik. Außerdem gelang es ihm, seinen eigenen Besitz zu festigen und auszubauen.

## Annäherung an die fränkisch-burggräflichen Hohenzollern
Eitel Friedrich II., der erbberechtigte Sohn des Jobst Nikolaus I. (1433–1488), näherte sich, dem Kurs des Vaters folgend, der fränkisch-burggräflichen Linie der Hohenzollern an. Er lebte zur Regierungszeit seines Vaters lange am Hof des Kurfürsten Albrecht Achilles. Für Brandenburg war er seit 1481 als Hauptmann der Herrschaft Krossen (östlich der Oder) tätig. 1483 wurde er brandenburgischer Rat, später Verweser von Kottbus und Züllichau. 1482 heiratete er in Berlin Magdalena von Brandenburg. So bildeten die verschiedenen Linien der Hohenzollernfamilien zu dieser Zeit eine gewisse Einheit. Kurfürst Albrecht Achilles, der selbst Besitzungen in Schwaben hatte, bot den schwäbischen Hohenzollern auch Schutz gegen die mächtigen Grafen von Württemberg, die lange eine Bedrohung für den schwäbischen Familienzweig gewesen waren.
Nach dem Tod seines Vaters Jos Niklas 1488 vereinbarte Eitelfriedrich mit seinen Brüdern, dass Brandenburg Rechtsnachfolger werden solle, wenn die Familie kinderlos enden sollte. Der eher symbolische Erbschaftsvertrag war Grundstein aller späteren Regelungen, die 1848 dem preußischen König ermöglichten, seine Truppen nach Sigmaringen und Hechingen zu schicken und die Zollerburg neu aufzubauen.

## Parteigänger Habsburgs
Eitel Friedrich II., ein Freund Maximilians I., lehnte sich an Habsburg an und gewann im Dienste der Habsburger großen Einfluss auf die Reichspolitik. So leistete er für Maximilian diplomatische Dienste und kämpfte im Burgundischer Erbfolgekrieg für ihn in den Niederlanden, wobei er sich 1479 in der Schlacht bei Guinegate auszeichnete. 1488 führte er die Vorhut des Reichsheeres gegen Brügge, um Maximilian aus der Gefangenschaft rebellischer Bürger zu befreien. Da er dem König auch als Kammerrichter gedient hatte, wurde er zum Präsidenten des 1495 neu eingerichteten Reichskammergerichts. 1497/98 wurde Eitel Friedrich II. in den Reichshofrat Maximilians berufen. Im Schwabenkrieg führte er 1499 mit Dietrich von Blumeneck ein kleines Heer gegen die Schweizer am Bodensee und eroberte Rorschach. 1500 besetzte er die Grafschaft Görz für Österreich. 1501 wurde ihm von Philip I. der Orden vom Goldenen Vlies verliehen. Am 12. September 1504 kämpfte er im Landshuter Erbfolgekrieg in der Schlacht von Wenzenbach bei Regensburg gegen die Pfälzer und Böhmen, wo er den rechten Flügel der Reiterei befehligte und so zum Sieg beitrug.
1505 bestätigte Maximilian Friedrich wegen seiner Verdienste um das Reich die Belehnung mit dem Erzkämmereramts durch den Kurfürsten Joachim von Brandenburg als dessen Stellvertreter.
Bereits 1488 hatten die Habsburger Eitel Friedrich II. die Grafschaft Haigerloch verpfändet, 1497 ging sie ganz in dessen erblichen Besitz über.
Hechingen sah Eitelfriedrich wohl selten. Die Regierungsgeschäfte in der Grafschaft führte sein Bruder Friedrich, Bischof in Augsburg und ebenfalls Parteigänger der Habsburger.

## Nachkommen

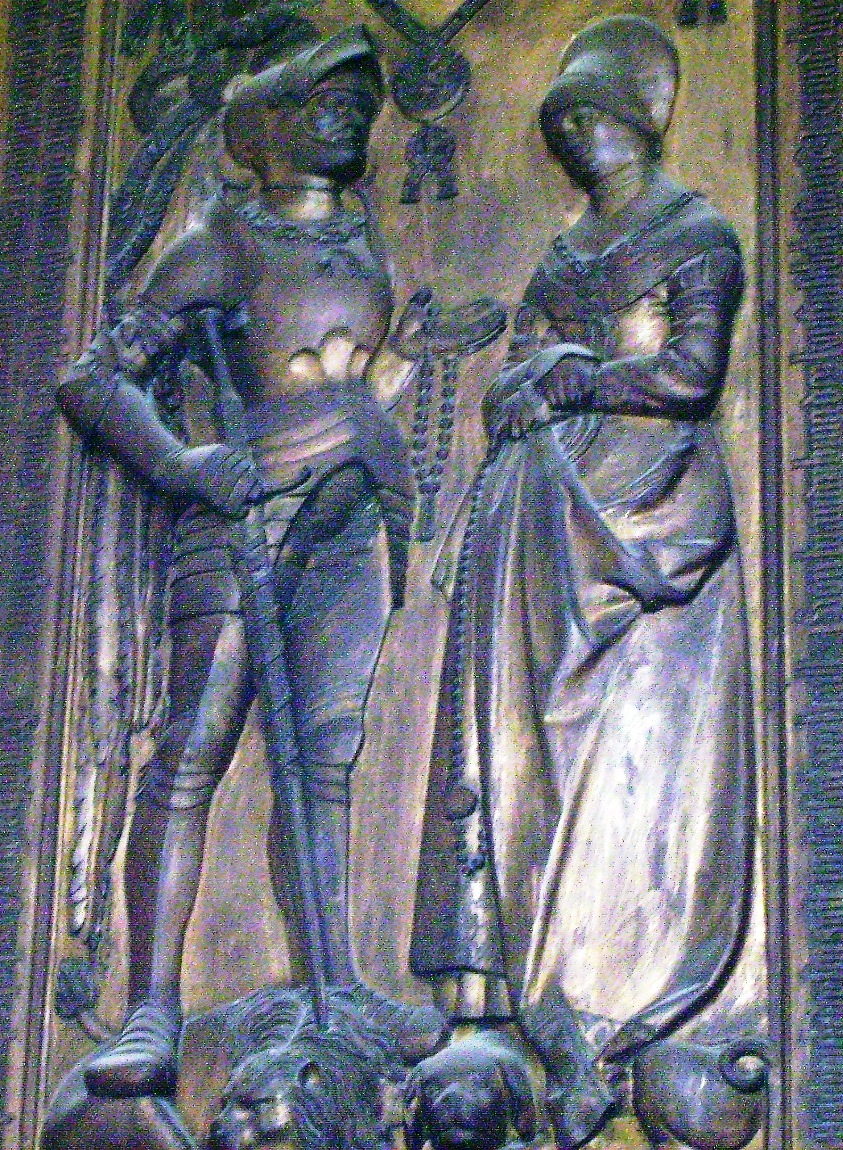
Grabplatte Eitel Friedrichs II. und seiner Gemahlin in der Hechinger Stiftskirche

Aus der Ehe von Eitel Friedrich II. und Magdalena von Brandenburg gingen folgende Kinder hervor:
- Franz Wolfgang (1483/84–1517), Graf von Haigerloch

⚭ ca. 1503 Prinzessin Rosine von Baden (1487–1554)
- Wandelberta (ca. 1484–1553)

⚭ 1507 Graf Albrecht III. von Hohenlohe-Neuenstein († 1551)
- Joachim (1485/86–1538)

⚭ 1513 Anastasia von Stoffeln († 1530)
- Maria Salome (1488–1548)

⚭ 1507 Graf Ludwig XV. von Oettingen († 1557)
- Eitel Friedrich III. (1494–1525), Graf von Hohenzollern

⚭ 1515 Johanna von Witthem († 1544)
- Anna (1496–1530), Nonne

## Stiftungen
1505 stiftete Eitel Friedrich II. das Kollegiatstift Hechingen. Dort befindet sich auch die Grabplatte, auf der er und seine Gemahlin zu sehen sind.